# Palacio de Justicia del Condado de Clay (Alabama)
El Palacio de Justicia del Condado de Clay es un edificio histórico de la corte ubicado en Ashland, Alabama, Estados Unidos.

## Historia
El edificio de estilo neoclásico ha servido como palacio de justicia del condado desde su finalización en 1906. Las características notables incluyen su gran cúpula, con relojes empotrados en los cuatro lados, y la cúpula coronada por una estatua que representa a la justicia. El edificio fue agregado al Registro Nacional de Lugares Históricos el 21 de noviembre de 1976.